# Aphrodisia (vrouw)
Aphrodisia (Affrodisia / Effrodisia in de  Middelnederlandse vertalingen van het verhaal) was een  Cataanse vrouw, die een bijrol speelt in de legende van de heilige  Agatha, die geleefd zou hebben van 225 tot 251, toen zij de marteldood stierf onder  Quintinianus, landvoogd van Sicilië, ten tijde van keizer Decius.
Volgens de legende van Agatha, zoals overgeleverd in de Legenda aurea, werd Agatha overgedragen aan Aphrodisia, een 'meretrix' (d.i. een hoer) en moeder van 9 dochters, die er dezelfde (schandelijke) levenswijze op na hielden. Het was de bedoeling dat zij in de loop van 30 dagen de kuise en in de enige ware God gelovende Agatha op andere gedachten en gewoonten zouden brengen. Tevergeefs. Na een maand gaf Aphrodisia Agatha aan haar opdrachtgever terug onder het uitspreken van de woorden: Nog eerder zal steen zacht worden en ijzer net zo buigzaam als lood dan dat dit meisje haar geloof in de God van de christenen zal opgeven.
De naam Aphrodisia is vrijwel zeker afgeleid van de gelijknamige feestdag Aphrodisia van Aphrodite, de Griekse godin van de lichamelijke en wellustige liefde, die op Sicilië vereerd werd.